# 短梗楼梯草
短梗楼梯草（学名：Elatostema brevipedunculatum）为荨麻科楼梯草属的植物，是中国的特有植物。分布在中国大陆的云南等地，生长于海拔2,600米的地区，多生在山坡常绿阔叶林中，目前尚未由人工引种栽培。